# Josh Onomah
Joshua Oghenetega Peter Onomah (ur. 27 kwietnia 1997 w Londynie) – angielski piłkarz nigeryjskiego pochodzenia, występujący na pozycji pomocnika w angielskim klubie Blackpool. 
Wychowanek Tottenhamu Hotspur, w trakcie swojej kariery grał także w takich zespołach, jak Aston Villa, Sheffield Wednesday czy Preston North End. Młodzieżowy reprezentant Anglii.